# Poumon
Pour les articles homonymes, voir Poumon (homonymie).

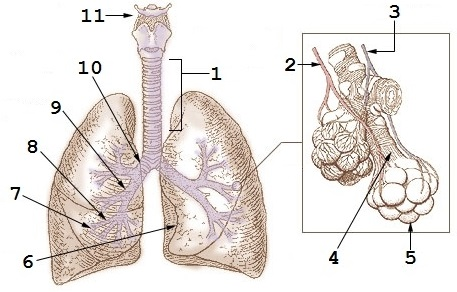
Poumons humains :

Le poumon est un organe intrathoracique pair de l'appareil respiratoire, permettant l'échange des gaz vitaux, notamment l'oxygène et le dioxyde de carbone. L'oxygène est nécessaire au métabolisme de l'organisme, et le dioxyde de carbone doit être évacué. Cet organe serait apparu sur des espèces marines il y a au moins 420 millions d’années. Chez l'humain, le poumon droit pèse environ 650 grammes tandis que le poumon gauche pèse 550 grammes environ.

## Évolution
Les poumons apparaissent sur des espèces marines, les sarcoptérygiens, il y a au moins 420 millions d’années, et sont présents aujourd’hui dans trois lignées distinctes : les cœlacanthes (dont les vestiges d'un poumon sont non utilisés), les dipneustes (des poissons qui utilisent ce poumon en complément de la respiration branchiale), et les tétrapodes (qui n'ont qu'une respiration pulmonaire).

## Anatomie humaine

### Morphologie

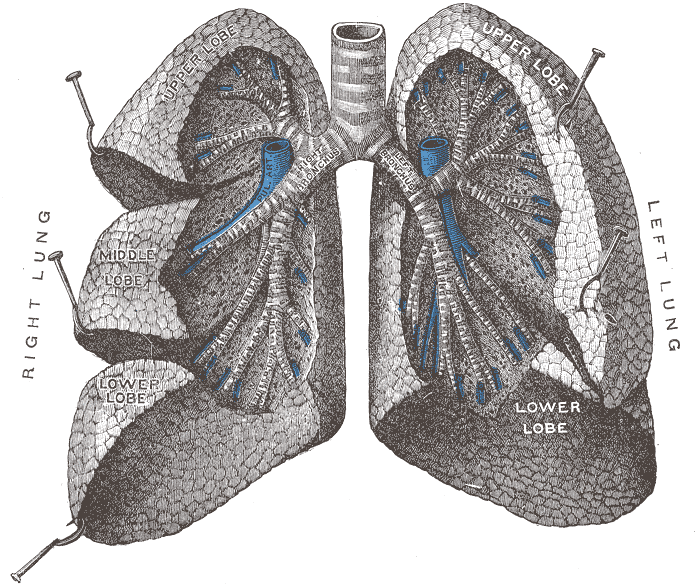
Poumons humains, trachée et bronches.

L'être humain possède deux poumons (un gauche et un droit), situés à l'intérieur du thorax dans les cavités pleurales, et séparés l'un de l'autre par le médiastin. Au travers de la plèvre, les poumons sont en contact, en leur face inférieure, avec le diaphragme, sur leurs faces antérieures, latérales et postérieures, avec la cage thoracique. Le sommet du poumon affleure le creux sus-claviculaire, à la base du cou.

### Segmentation pulmonaire
Le poumon droit est divisé en trois lobes (supérieur, moyen et inférieur), le gauche divisé en deux (supérieur et inférieur). À gauche, la partie lingulaire du lobe supérieur correspond au lobe moyen droit, tandis que la partie culminale (culmen) correspond au lobe supérieur droit. Les lobes sont séparés par des scissures, deux à droite (la grande ou « oblique », et la petite ou « horizontale ») et une à gauche (l'oblique).
Chaque lobe des poumons est divisé en segments pulmonaires :
| Poumon droit                          | Poumon gauche                         |
| Lobe pulmonaire supérieur             | Lobe pulmonaire supérieur             |
| segment apical                        | le culmen                             |
| segment apical                        | segment apical                        |
| segment antérieur (ventral)           | segment antérieur (ventral)           |
| segment postérieur (dorsal)           | segment postérieur (dorsal)           |
| Lobe pulmonaire moyen                 | la lingula                            |
| segment externe (latéral)             | segment supérieur (crânial)           |
| segment interne (médial)              | segment inférieur (caudal)            |
| Lobe pulmonaire inférieur             | Lobe pulmonaire inférieur             |
| segment apical (Fowler ou Nelson)     | segment apical (Fowler ou Nelson)     |
| segment péricardiaque (paracardiaque) | segment péricardiaque (paracardiaque) |
| segment antéro-basal (ventro-basal)   | segment antéro-basal (ventro-basal)   |
| segment latéro-basal (dorso-basal)    | segment latéro-basal (dorso-basal))   |
| segment postéro-basal (termino-basal) | segment postéro-basal (termino-basal) |

### Circulation pulmonaire

Poumons d'un raton laveur gonflés manuellement pendant une dissection.

Les artères pulmonaires amènent le sang depuis le ventricule droit, et se divisent jusqu'à former un réseau capillaire pulmonaire entre les parois des alvéoles bronchiques. C'est au sein de cette membrane alvéolo-capillaire que les échanges gazeux se réalisent, selon le gradient de pression des gaz.
Les veines pulmonaires ramènent le sang oxygéné vers le cœur, d'où il sera réinjecté dans la circulation systémique permettant l'oxygénation des organes.

### Vascularisation systémique
Les artères bronchiques assurent la vascularisation systémique des bronches.

## Anatomie comparée

### Vertébrés

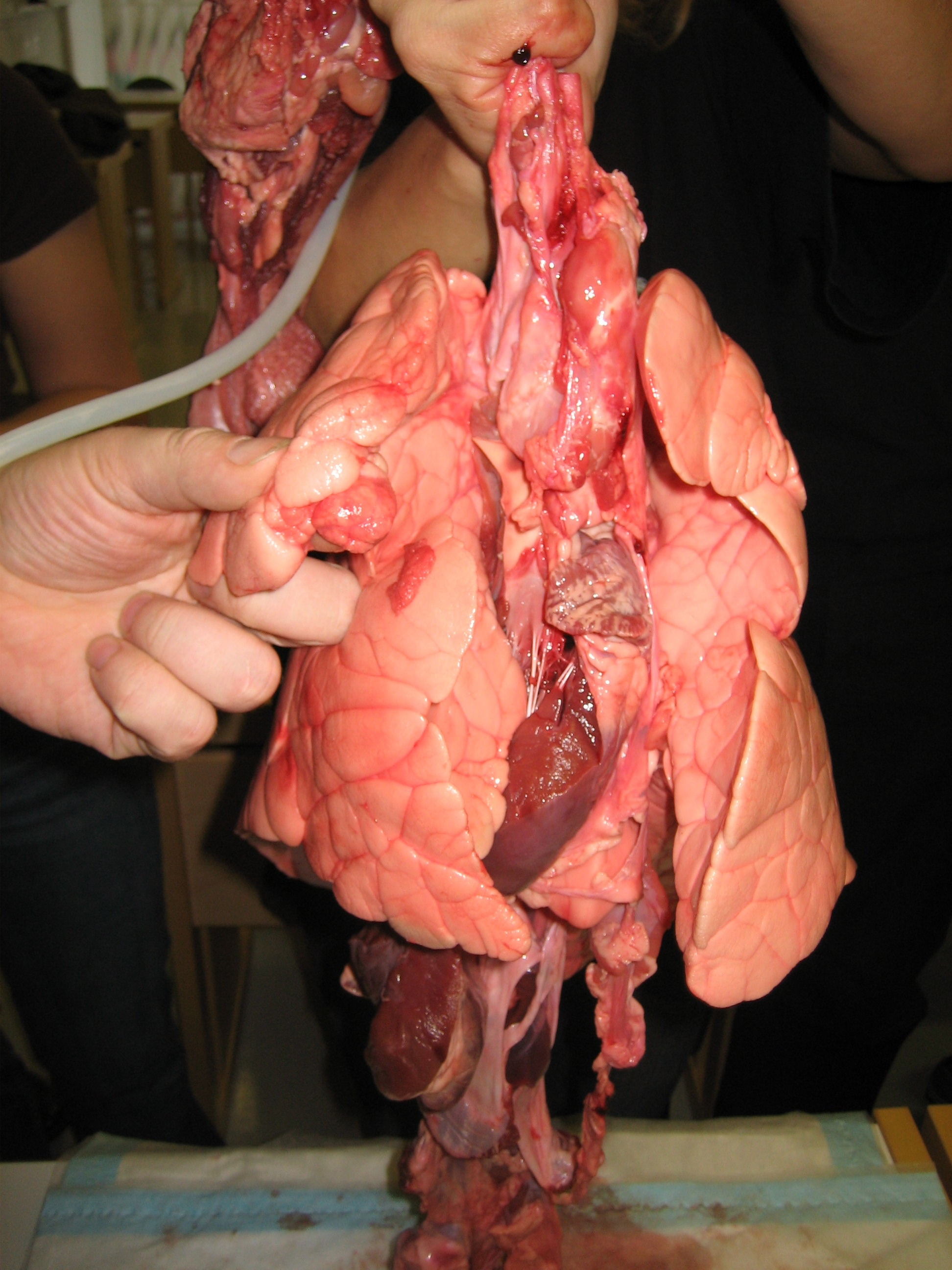
Poumons de porc.

Outre les échanges gazeux, les poumons participent à d'autres fonctions, comme la régulation du métabolisme acido-basique ainsi qu'un rôle de filtration du sang en éliminant de petits caillots.
Le poumon des vertébrés prend son origine embryologique dans une excroissance du pharynx. Il est désormais admis que cette origine est différente de celle de la vessie natatoire. L'un des arguments fort est que les poumons sont une divergence de la paroi ventrale et non dorsale du pharynx.

#### Poisson: les dipneustes et les cœlacanthes
Les poissons dipneustes ont des poumons en plus de branchies. Les deux espèces africaines (Lepidosiren et Protopterus) ont deux poumons qui assurent 90% de leur apport en oxygène. L'espèce australienne (Neoceratodus) possède un seul poumon et la respiration pulmonaire n'est pas indispensable à sa survie.
Les deux espèces de cœlacanthes non éteintes (Latimeria) possèdent une poche de gaz avec des parois épaisses qui pourrait être le vestige d'un poumon ancestral.

#### Serpents
Chez la majorité des serpents, un seul poumon subsiste, le poumon droit, le gauche étant soit atrophié soit absent. On trouve un poumon gauche fonctionnel chez les espèces primitives de boa et de python. Ce poumon est vestigial ou complètement absent chez les autres serpents. Comme la majorité des organes internes des serpents, du fait de l'addition des vertèbres supplémentaires, il est allongé.
L'unique poumon droit a acquis de nouveaux diverticules chez certaines espèces :
- Un poumon trachéen, une extension à l'amont du poumon droit, qui permet la ventilation lors de l'ingestion d'une proie.
- Une partie inférieure développée servant à régler l'équilibre hydrostatique chez les espèces aquatiques, comme la vessie natatoire chez les poissons.

Les serpents ont une trachée soutenue par des anneaux cartilagineux qui la maintiennent béante y compris lors de l'ingestion d'une proie les empêchant ainsi de s'étouffer.

#### Oiseaux
Le poumon des oiseaux est très différent : il est constitué de faisceaux de tubes, reliant deux sacs aériens, où l'air circule dans un seul sens, contrairement aux autres poumons où l'air fait des mouvements de va-et-vient au cours d'un cycle inspiration-expiration.

### Protostomiens
Il existe également des « poumons » chez des protostomiens qui ne sont pas homologues des poumons de vertébrés, puisqu'ils sont formés par invagination de l'ectoderme. On les trouve chez les Chélicérés (araignées, scorpions), chez les crabes terrestres (Gecarcinidae, Grapsidae…) et chez les Gastéropodes Pulmonés (escargots) où c'est la cavité palléale qui joue le rôle de poumon, communiquant avec l'extérieur par un petit orifice appelé pneumostome. D'une manière générale, les poumons permettent une ventilation en milieu aérien tout en évitant la déshydratation.

## Histologie

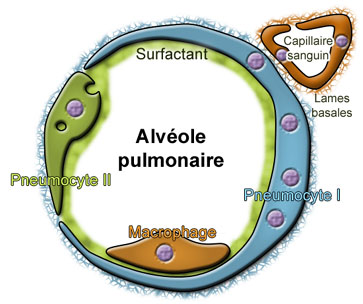
Schéma en coupe des cellules d'une alvéole.

C'est dans les alvéoles, petits sacs terminant les voies ventilatoires, appelés sacs pulmonaires ou vésicules pulmonaires, que se produisent les échanges gazeux. Ces alvéoles sont tapissées d'une paroi très fine (jusqu'à 0,2 μm ; pour comparaison, le diamètre des globules rouges est de 7 μm) contenant les capillaires. La surface totale destinée aux échanges est d'environ 140 m2 soit la taille d'un terrain de volley. Ceci permet aux alvéoles d'assurer leur rôle, qui est de transmettre l'oxygène au sang et d'en extraire le dioxyde de carbone.
Avant d'arriver dans les alvéoles, l'air inhalé a été réchauffé, humidifié et purifié par le mucus qui tapisse les voies ventilatoires. Il a emprunté des canaux qui se sont subdivisés (arborescence pulmonaire) 20 à 25 fois entre la trachée et les alvéoles. Cet air est passé de la zone nasale à la grande surface développée des alvéoles, où les échanges gazeux peuvent se faire. Les organismes ont développé de puissants mécanismes de défense innée qui protègent et régénèrent en permanence les voies ventilatoires contre la plupart des bactéries, particules et virus y pénétrant. Ces mécanismes qui impliquent presque tout le mucus pulmonaire restent néanmoins sans effet, ou sont moins efficaces contre certains contaminants (radionucléides, fibres d'amiante, nanoparticules, ou toxiques respiratoires tels que lacrymogènes et produits utilisés dans les armes chimiques de la Première Guerre mondiale)[réf. souhaitée].
Au dernier niveau, celui des alvéoles, des pneumocytes de type 2 sécrètent le surfactant pulmonaire. Ce dernier est essentiel, car il permet de diminuer la tension superficielle en limitant la distension pulmonaire. Pour comparaison, son rôle est le même que le savon qu'on ajoute à l'eau afin de former des bulles de savon. Il prévient le collapsus des alvéoles en phase d'expiration. Son immaturité chez le nouveau-né prématuré peut être responsable de la maladie des membranes hyalines.
Ce surfactant naturel est lavé par l'eau lors des noyades, ce qui impose une surveillance intensive des noyés réanimés.

## Physiologie

### Mécanique ventilatoire
Dépend essentiellement de la contraction des muscles ventilatoires qui provoque un gradient de pression entraînant l'air à l'intérieur des poumons. L'inspiration est donc qualifiée d'active, la contraction du diaphragme, qui augmente le diamètre vertical de la cage thoracique et des muscles intercostaux externes, qui augmente le diamètre antéropostérieur, entraîne une diminution de la pression à l'intérieur des poumons et donc une entrée d'air.
L'expiration naturelle est un phénomène passif, résultant de forces de rappel élastiques lorsque les muscles se relâchent qui font revenir la cage thoracique à son volume de début d'inspiration et donc chassent l'air des poumons. On peut néanmoins réaliser une expiration forcée, qui est active. Elle fait intervenir les muscles abdominaux et les muscles intercostaux internes.

### Échanges gazeux

Les échanges entre les alvéoles et le sang

La ventilation pulmonaire permet la transformation du sang désoxygéné qui vient du cœur en sang oxygéné, qui y retournera pour être redistribué à l'ensemble du corps. Les échanges entre les alvéoles et le sang sont en fonction des différences des pressions partielles, un gaz diffusera de la pression élevée vers la pression basse selon la loi de Fick. La pression partielle des alvéoles étant de 100 mmHg pour le dioxygène et de 40 mmHg pour le dioxyde de carbone quand respectivement elle est de 40 mmHg et de 46 mmHg dans le capillaire, l'O2 va des alvéoles jusqu'au sang et le CO2 fait le chemin inverse.
Le temps de contact entre le sang et les alvéoles est de 0,75 seconde, mais un tiers du temps seulement suffit pour atteindre les équilibres. Le système cœur-poumons est appelé petite circulation ; cette dernière a été mise en évidence la première fois par le médecin arabe Ibn Nafis en 1242 au Caire.
Le poumon est une porte d'entrée pour certains microorganismes, virus, gaz et micro- ou nanoparticules toxiques. En cas d'exposition chronique ou dépassant un seuil de toxicité aiguë, ces organismes et contaminants peuvent être responsables d'intoxications ou de phénomènes inflammatoires et allergiques. Ainsi l'exposition à la pollution particulaire de l'air est source de phénomènes inflammatoires (facteur favorisant la cancérisation).

### Régulation de la ventilation
La ventilation se déroule de façon inconsciente et rythmique grâce à l'activité de certains neurones du tronc cérébral. Sa régulation dépend essentiellement de la pression partielle de dioxyde de carbone dans le sang, celle-ci étant captée par deux types de chémorécepteurs localisés en périphérie et dans le système nerveux central. Les premiers se situent dans la crosse de l'aorte et à la bifurcation des carotides, les seconds se situent sur la face ventrale du bulbe rachidien. Toute modification de la teneur en dioxyde de carbone dans le sang entraîne une réponse du rythme et de la profondeur de la ventilation.
Des modulations des activités ventilatoires peuvent aussi être dues à d'autres stimulations, comme au cours des émotions (peur, excitation…).

### Maintien de la stérilité intra-alvéolaire
Le poumon, organe complexe, est maintenu stérile par les sécrétions qu'il génère, en particulier par un certain nombre de constituants antimicrobiens présents dans le mucus. En sus des glycoprotéines, exemple mucines, on trouve des protéines antimicrobiennes du type lactoferrine, lysozyme, lactoperoxydase,,. On trouve également d'autres protéines de type duox, qui permettent la production de peroxyde d'hydrogène, peroxyde nécessaire à la production d'hypothiocyanite. On notera que cette fonction est altérée chez les patients atteints de mucoviscidose.

### Bronchomotricité
Une stimulation sympathique de l'arbre bronchique provoque une dilatation des bronches ainsi qu'une inhibition de la sécrétion de mucus. A contrario, une stimulation parasympathique provoque une constriction des bronches ainsi qu'une stimulation de la sécrétion de mucus.

## Exploration

### Explorations fonctionnelles ventilatoires
Les explorations fonctionnelles ventilatoires comportent deux volets :
- la spirométrie, qui étudie les volumes et les débits ventilatoires,
- la mesure de la DLCO (Diffusion Libre du CO), qui étudie la fonction de la membrane alvéolo-capillaire par diffusion du monoxyde de carbone.

### Gaz du sang
On appelle gaz du sang la mesure, sur un échantillon sanguin artériel généralement prélevé au niveau de l'artère radiale, de la pression partielle en dioxygène, en dioxyde de carbone, ainsi que du pH. Les résultats sont le reflet de la fonction respiratoire, ainsi que de l'homéostasie des bicarbonates par le rein.

### Imagerie

#### Radiographie standard
La radiographie thoracique, réalisée de face et de profil, en inspiration profonde, explore le parenchyme pulmonaire, les axes bronchiques, la paroi thoracique et le contenu du médiastin (cœur, gros vaisseaux, trachée).
Au plan pulmonaire, elle recherchera des nodules ou des masses évocatrices de tumeurs, une dilatation du thorax compatible avec de l'emphysème ou une bronchopneumopathie chronique obstructive, des troubles ventilatoires (atélectasies), des opacités systématisées orientant vers une pneumopathie…

#### Tomodensitométrie
La tomodensitométrie thoracique en coupes millimétriques permettra une étude plus fine du parenchyme pulmonaire et des bronches.

### Fibroscopie bronchique
Réalisée sous anesthésie locale ou générale, la fibroscopie bronchique présente un aspect diagnostic et un aspect thérapeutique.
Une fibroscopie diagnostique, réalisée le plus souvent au bronchoscope souple sous anesthésie locale, permet la visualisation des axes bronchiques et la réalisation de biopsies pour examen histologique. Un lavage bronchoalvéolaire permettra une recherche bactériologique et une étude cytologique. Certains marqueurs spécifiques peuvent également être recherchés sur le liquide de lavage.
Une fibroscopie interventionnelle, réalisée le plus souvent sous anesthésie générale avec un bronchoscope rigide, permet certains gestes thérapeutiques sur l'axe bronchique, comme la pose de prothèses sur des zones sténosées ou la réalisation de photocoagulation au laser sur des lésions faiblement hémorragiques.

## Pathologie

### Pneumopathies infectieuses
Les pneumopathies infectieuses sont dominées par les maladies bactériennes, typiquement les pneumonies franches lobaires aiguës causées en majorité par le pneumocoque ou l'Haemophilus influenzae. Chez l'enfant, le Mycoplasma pneumoniae est également fréquent.
Les pneumopathies virales, varicelleuses ou herpétiques sont rares.
Les pneumopathies fongiques, comme la pneumocystose, la cryptococcose ou l'aspergillose, sont généralement des infections opportunistes sur un terrain d'immunodépression.

### Tuberculose pulmonaire
L'atteinte pulmonaire tuberculeuse se situe souvent aux sommets de chaque champ pulmonaire. Les lésions tuberculeuses sont des lésions excavées, appelées cavernes, pouvant être le siège d'une greffe aspergillaire ou d'une transformation tumorale.

### Tumeurs bénignes
Les tumeurs bénignes pulmonaires, rares, recouvrent plusieurs types histologiques bénins :
- hamartochondromes
- myoblastomes

### Tumeurs malignes
Les tumeurs malignes pulmonaires primitives, d'origine bronchique, recouvrent de nombreux types histologiques. On distingue deux grands types histologiques :
- les carcinomes bronchiques non à petites cellules (CBNPC) : principalement adénocarcinomes et carcinomes épidermoïdes ;
- les carcinomes bronchiques à petites cellules

Les tumeurs secondaires sont des métastases d'une tumeur maligne atteignant un autre organe. Les tumeurs malignes du sein, du côlon et du rein métastasent fréquemment au poumon.

### Fibroses pulmonaires
Les fibroses pulmonaires sont des maladies pulmonaires mutilantes, par perte d'élasticité et de compliance du parenchyme. Elles sont souvent idiopathiques, sans étiologie retrouvée, la plus fréquente étant la fibrose pulmonaire idiopathique, mais peuvent être secondaires à une exposition à une substance (amiodarone).

### Bronchopneumopathie chronique obstructive
La bronchopneumopathie chronique obstructive est une maladie pulmonaire chronique, généralement secondaire à un tabagisme important et prolongé, caractérisée par une distension des alvéoles et des volumes pulmonaires avec une destruction des parois alvéolaires.

### Asthme
L'asthme est une maladie inflammatoire chronique de l'arbre bronchique, caractérisée cliniquement par une dyspnée parfois majeure. Elle évolue par crises et associe trois phénomènes physiopathologiques :
- bronchoconstriction menant à un bronchospasme ;
- inflammation bronchique chronique ;
- hyperactivité bronchique avec production anormale de mucus.

### Parasitoses
Il existe quelques formes de parasitoses pulmonaires qui pourraient devenir plus fréquentes avec la mondialisation (accroissement des flux migratoires, tourisme, des voyages…).
Les pneumonies à éosinophiles (PE) parasitaires sont en 2016 dans le monde (mais essentiellement dans les pays tropicaux) la « première cause de pneumopathie à éosinophile dans le monde ».
Elle survient plus souvent chez l'enfant, ; plus fréquentes dans les pays pauvres et parfois importées dans les pays dits développés à l'occasion de voyages (les zones concernées par les voyages sont à rechercher, car les tests diagnostiques se font selon le lieu où le patient a vécu ou voyagé. L’aspect radiologique du poumon et la chronologie du tableau clinique apportent aussi des indications au pneumologue. Les tableaux cliniques les plus fréquents sont :
- le syndrome de Löffler (Ancylostoma duodenale ou Necator americanus[16] ;
- le syndrome de Larva migrans viscéral (larves de Toxocara canis ou Toxocara cati bloquées dans leur cycle de reproduction[16] ;
- le poumon éosinophile tropical, induit par des larves de Wuchereria bancrofti et/ou Brugia malayi supposées déposées dans la peau par des moustiques piqueurs. Sans traitement il peut conduire à une fibrose pulmonaire[16].

Parce qu'autrefois très rares dans les pays riches, elles sont souvent sous-diagnostiquées ou diagnostiquées tardivement ou rétrospectivement, surtout pour leurs « formes transitoires ».
Elles doivent faire partie du diagnostic différentiel des pleuro-pneumopathies communautaires, par exemple en cas d'épisode de wheezing ou de pneumopathie interstitielle diffuse, notamment chez des patients ayant fait un voyage/séjour, ou nés en zone tropicale ou subtropicale.
L’éosinophilie sanguine est l'un des facteurs pouvant orienter le diagnostic vers une helminthiase mais elle n'apparait pas en cas de parasitose par des protozoaires.
La radiographie des poumons peut montrer un tableau diffus ou plus localisés.
Les parasites en cause sont par exemple :
- Ascaris lumbricoides (larves)[16] ;
- Strongyloides stercoralis[16] ;
- Ancylostoma braziliense[16] ;
- Ancylostoma duodenale[16] ;
- Echinococcus granulosus[16] ;
- Entamoeba histolytica[16] (amibiase) ;
- Fasciola hepatica[16] ;
- Necator americanus[16] ;
- Schistosoma haematobium[16] ;
- Schistosoma mansoni[16] ;
- Paragonimus species (en Asie, à la suite de la consommation d'écrevisse crus ou mal cuits)[16] ;
- Toxocara canis[16] ;
- Trichinella spiralis[16] ;
- Wuchereria bancrofti[16] ;
- Brugia malayi[16] ;

Plus rarement, dont en Europe, le poumon peut être parasité par la douve hépatique (Fasciola hepatica à la suite de la consommation de cresson souillé), ou par Trichinella spiralis (trichinose induite par la consommation de porc ou sanglier mal cuit)…

## Abord chirurgical

### Pleuroscopie
La pleuroscopie est un examen avec un pleuroscope, endoscope que l'on passe par une ouverture thoracique.